# Gouvernement Jericho
Das Gouvernement Jericho (arabisch محافظة أريحا, DMG Muḥāfaẓat Arīḥā) ist ein Gouvernement der Palästinensischen Autonomiebehörde bzw. des Staates Palästina. Es befindet sich in den östlichen Gebieten des Westjordanlandes, das an Jordanien grenzt. Das Gouvernement erstreckt sich westlich bis zu den Bergen östlich von Ramallah und den östlichen Hängen Jerusalems, einschließlich der nördlichen Ausläufer der Judäischen Wüste. Die Bezirkshauptstadt ist die Stadt Jericho. 
Nach Angaben des Palästinensischen Zentralbüros für Statistik hat das Gouvernement zur Jahresmitte 2017 50.002 Einwohner. Bis 2020 stieg diese Zahl auf 52.355 Einwohner.

## Demografie
Die Bevölkerung ist im Durchschnitt sehr jung und ca. 37,2 Prozent sind jünger als 15 Jahren, während nur 3,3 Prozent über 65 Jahre alt sind. 2017 waren 99,4 Prozent der Bevölkerung Muslime und 0,6 Prozent waren Christen oder sonstige. Einwohner jüdischer Siedlungen wurden dabei nicht erfasst. 69,4 Prozent der Gesamtbevölkerung waren im selben Jahr Flüchtlinge.
| Zensusjahr | Einwohnerzahl |
| ---------- | ------------- |
| 1997       | 32.713        |
| 2007       | 42.320        |
| 2017       | 50.002        |

## Wirtschaft
Die Landwirtschaft ist wichtig für die Wirtschaft im Gouvernement, insbesondere im Tal in der Nähe der Hauptstadt Jericho. Jericho wird oft als die älteste noch bewohnte Siedlung der Welt angesehen. Die vielen historischen und archäologischen Stätten ziehen zahlreiche Touristen in die Region.

## Orte
- Jericho